# 時評人
時事評論員（英語：Pundit），简称時評員或评论员，是通过大众媒体以权威的方式就政治、社会科学、技术或体育等特定主题领域提供意见的专家。

## 词源
時評人在英語中稱為，该术语源自梵文术语“班智達”（paṇḍitá पण्डित），意思是“知识拥有者”或“有学问的人”，指的是在各个学科上博学的人，主持宗教仪式并向国王提供建议的人，通常指印度教婆罗门的人，但也可以指成就者、纳斯、苦行者、萨杜斯或瑜伽士。
根据《牛津英语词典》，从19世纪初期开始，该术语就用以指代印度殖民地最高法院中就印度教法律问题向英国法官提供建议的司法官员。

## 语用
约瑟夫·乔夫的著作《公共知识分子的衰落和评论员的崛起》一章描述了公共专家角色的变化，并与受众和媒体本身的发展相关。乔夫认为，欧洲的卡尔·马克思和美国的马克·吐温都是早期的评论家。20世纪下半叶，汉娜·阿伦特、尤尔根·哈贝马斯等外国人由于美国学术的过度专业化而在美国获得了一定的公共知识分子地位。
评论员现在兼具公共知识分子的角色和新闻工作者的专业知识，在以公众容易理解的方式传播思想和观点方面发挥着越来越大的作用。此外，布鲁金斯学会、美国企业研究所和曼哈顿研究所等智库和研究机构的作用日益增强，为那些用公共语言处理“重大问题”的人提供了场所。
Punditry已成为美国有线新闻网络夜间新闻广播中更受欢迎的工具。受欢迎的评论员中的党派之争的兴起于福克斯新闻频道的比尔·奥莱利。他以意见为导向的形式使他获得了成功的收视率，并导致比尔·马赫、基思·奥尔伯曼和南希·格蕾丝等其他人在自己的节目中加以效仿。

## 地區

### 中華民國（臺灣）
在台灣，由於政論節目漸漸由中立而變得藍綠立場鮮明，甚至積極介入政治與選舉。2009年，曾有建議相關法令修改「衛星廣播電視法」規範主持人。此為「名嘴條款」。

### 香港
曾於香港商業電台任職風波裡的茶杯節目主持人，鄭經翰和黃毓民因常批評政府施政，而被喻為名嘴。

## 外部連結
- 通告費超好賺？　政論名嘴價目表曝光！月收最高30萬 | ETtoday政治新聞 | ETtoday新聞雲